# 金剛山歌劇団

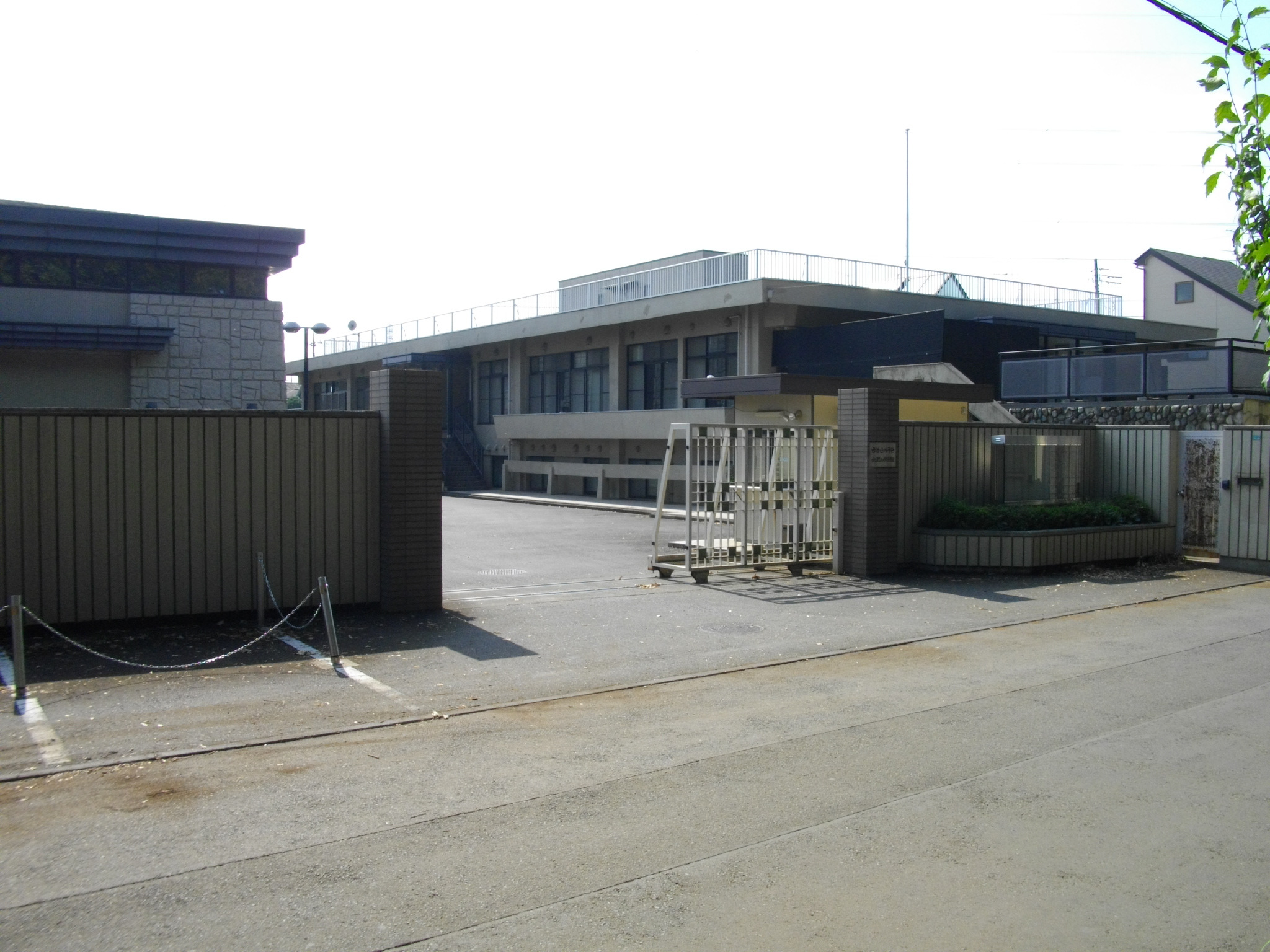
金剛山歌劇団本部

金剛山歌劇団（クムガンサンかげきだん）は、1955年に日本で設立された北朝鮮が国外におく唯一の芸術団体である。各地で公演を行っているほか、本国北朝鮮とも交流している。金剛山の由来は、朝鮮半島東部にある名勝・金剛山にちなんでいる。

## 概要
1955年に「在日朝鮮中央芸術団」の名称で創設される。1974年に現在の「金剛山歌劇団」に改称される。
2011年8月13日、民主党北海道連が政党交付金を使って金剛山歌劇団の札幌公演パンフレットに2001年から2010年にわたって広告を出していたことを産経新聞にスクープされる。

## 機関紙
- 金剛山歌劇団ニュース

## 所在地
- 〒187-0023 東京都小平市上水新町2-3-9